# Korobovsxinski
Korobovsxinski (en rus: Коробовщинский) és un poble (un possiólok) de l'óblast de Vladímir, a Rússia, segons el cens del 2010 tenia 30 habitants. Pertany al districte municipal de Koltxúguino.